# Wieren
Wieren è una frazione del comune tedesco di Wrestedt, in Bassa Sassonia.

## Storia
Wieren costituì un comune autonomo fino al 1º novembre 2011.